# Cryptaranea invisibilis
Cryptaranea invisibilis là một loài nhện trong họ Araneidae.
Loài này thuộc chi Cryptaranea. Cryptaranea invisibilis được Arthur T. Urquhart. miêu tả năm 1892.